# Кастеларо (Савона)
Кастеларо је насеље у Италији у округу Савона, региону Лигурија.
Према процени из 2011. у насељу је живело 162 становника. Насеље се налази на надморској висини од 270 м.